# ظواهر فيروسية
تشير الظواهر الفيروسية أو الضجة الفيروسية إلى الأشياء أو الأنماط القادرة على تكرار نفسها أو تحويل الأشياء الأخرى إلى نسخ منها بمجرد التعرض لها. يشير مصطلح فيروسي، على غرار انتشار الفيروسات، إلى مقاطع الفيديو أو الصور أو المحتوى المكتوب الذي يصل إلى العديد من مستخدمي الإنترنت في وقتٍ قصير. شاع استخدام هذا المصطلح لوصف كيفية انتشار الأفكار والمعلومات والاتجاهات بين البشر وإليهم.
ازدادت شعبية الوسائط الفيروسية بفضل الانتشار السريع لمواقع التواصل الاجتماعي، ويلعب الجمهور -الذي يُوصف مجازيًا بأنه يعاني من «العدوى» و«التلوث» - دور الناقل السلبي بدلًا من دوره النشط في «نشر» المحتوى، ما يساهم في تحويل المحتوى إلى «فيروسي». يختلف مصطلح الوسائط الفيروسية عن الوسائط القابلة للانتشار، إذ يشير الأخير إلى إمكانية انتشار المحتوى بشكلٍ فيروسي. يعد الميم أحد أشهر الأمثلة على الأنماط الفيروسية المعلوماتية.

## التاريخ

### أصل المصطلح

#### الميم
صاغ ريتشارد دوكينز كلمة ميم لأول مرة في كتابه الجين الأناني الصادر عام 1976 من أجل محاولة وصف على التطور الثقافي وكيفية انتشار الأفكار وتحولها وتطورها. أوضحت لورين أنسيل مايرز، أستاذة علم الأحياء بجامعة تكساس، عندما طُلب منها تقييم هذه المقارنة، أن «الميم ينتشر عبر شبكات التواصل الاجتماعي على الإنترنت بنفس الطريقة التي تنتشر بها الأمراض بين السكان غير المتصلين بالإنترنت». يظهر انتشار الحركات الثقافية من خلال انتشار الميمات عبر الإنترنت، خاصةً عندما تنتشر اتجاهات غير ضارة أو تافهة وتختفي بالسرعة نفسها.
انتشرت العديد من مقاطع الفيديو لفينس مكمان، على سبيل المثال، روج فيها للأفكار الذكورية والكراهية ضد اليهود والنساء ومجتمع الميم. صور الفيديو مكمان وهو يلقي بأموال في الحلبة خلال فعالية تابعة لدبليو دبليو إي. اُقتطع هذا المقطع من الفيديو خارج السياق لدعم الآراء المعادية للنساء لجذب الانتباه إلى حركة الرجال الذين يسيرون في طريقهم الخاص وفقًا لبحث أجراه معهد الحوار الاستراتيجي. يوضح هذا المثال كيف تتحول الشخصيات العامة إلى ظاهرة رائجة أو فيروسية. تُحول أيضًا المحتويات الصوتية والمرئية الشائعة على تطبيقات مثل تيك توك إلى ميمات للشخصيات العامة.

#### الفيروسية
يشير مصطلح الفيروسية إلى مقاطع الفيديو والصور والمحتوى المكتوب الذي ينتشر إلى العديد من مستخدمي الإنترنت في وقتٍ قصير. يناقش العديد من الأشخاص شيئًا ما عندما يصبح رائجًا. يُعرف توني دي. سامبسون الظاهرة الفيروسية بأنها تراكمات الأحداث والأشياء والتأثيرات القابلة للانتشار، وتتكون من المحتوى العام المبني على النقاشات الشائعة حول ثقافة الإنترنت. يرتبط أيضًا بالمفهوم البيولوجي لانتشار الأمراض وعلم الأوبئة. يتشابه، في هذا السياق، مصطلح «الانتشار الفيروسي» مع كيفية انتشار أي جائحة، وتحدث الجائحة إذا أُصيب أكثر من شخص واحد بالمرض مقابل كل شخص مصاب. يحدث النمو فيروسي عند مشاركة محتوى ما مع أكثر من شخص واحد في كل مرة يُشاهد.
يصف الفيلسوف مارشال ماكلوهان في كتابه فهم وسائل الإعلام (1964) التصوير الفوتوغرافي بشكلٍ خاص والتكنولوجيا بشكلٍ عام بأنها ذات «طبيعة خبيثة». وصف الفيلسوف جان بودريار في أطروحته عام 1981 تحت عنوان التصور والمحاكاة مسلسل «عائلة أمريكية»، الذي يجوز القول بأنه أول مسلسل تلفزيوني «واقعي»، كعلامة على عصر جديد يتمتع فيه التلفاز بحضور «فيروسي قوي ودائم ومثير للقلق».
تشمل الصياغات الأخرى لمصطلح «فيروسي» مصطلح «فيروس الإعلام» أو «الإعلام الفيروسي» الذي صاغه دوغلاس راشكوف، وعرفه بأنه يشبه حصان طروادة على النحو التالي: «يخدع الناس من أجل تمرير أجندة خفية في أثناء تداول المحتوى الجذاب». استخدم توماس موفولو، المناظر الإعلامي الجنوب أفريقي من موسوتو، فكرة راشكوف لتعريف الفيروسية على أنها نوع من الضمير الجمعي الافتراضي الذي يتجلى بشكل رئيسي عبر شبكات الإعلام الرقمي ويتطور إلى أفعال غير متصلة بالإنترنت لإنتاج واقع اجتماعي جديد. يستند هذا التعريف على دراسة حول مدى إدراك المشاركين في الربيع العربي التونسي لأهمية الفيسبوك في ثورتهم. طور موفولو فهمه للفيروسية لأول مرة في دراسة حول حملة معًا في المنزل التي أطلقتها منظمة جلوبال سيتيزن، واستخدمها لصياغة إطار نظري جديد سُمي بتأثير العقل البشري. يشير تأثير العقل البشري إلى نوع محدد من الانتشار الفيروسي يُحاكى عبر شبكات الوسائط الرقمية بهدف تسخير الضمير الجمعي الافتراضي لاتخاذ إجراءات بشأن قضية اجتماعية معينة. تطور الفيروس وفقًا لموفولو في نهاية المطاف إلى ليصبح «القرية العالمية» التي تحدث عنها ماكلوهان عند وصول الضمير الجمعي الافتراضي إلى نقطة من التولد العقلي التي تصبح بعد ذلك المجال العقلي.
سيصل أي محتوى على الأرجح إلى تلك النقطة إذا كان يتحلى بصفات معينة تدفع المستخدمين إلى نشره. تشير الأبحاث التي أجراها الدكتور جونا بيرغر في جامعة بنسلفانيا، والمُلخصة في كتابه مُعدي: لماذا تنتشر الأشياء إلى أنه يمكن زيادة قابلية مشاركة المحتوى من خلال القيام بست خطوات رئيسية (وهي: التفاعل الاجتماعي والمحفزات والعاطفة والجمهور والقيمة العملية والقصص).
يشير التفاعل الاجتماعي إلى حقيقة أن الأشخاص يميلون أكثر إلى مشاركة الأشياء التي تُحسن صورتهم بدلًا من تشويهها. تزيد بالتالي احتمالية مشاركة الأشخاص للأشياء التي تجعلهم يبدون أذكياء أو مميزين أو مشهورين.
المحفزات – يشارك الأشخاص عادةً ما يفكرون فيه. يتطلب مشاركة شيء ما التفكير فيه أولًا، لذلك كلما ذُكر الناس بشيء ما، زادت احتمالية مشاركتهم له. حققت أغنية ريبيكا بلاك الشهيرة «فرايدي» نجاحًا كبيرًا بفضل إصدارها في نهاية الأسبوع.
المشاعر – يشارك الأشخاص الأشياء التي يهتمون بها. تزيد احتمالية مشاركة الناس للأشياء التي تؤثر على مشاعرهم، خاصةً مشاعر الإثارة. يُرجح أن يشارك الأشخاص الإعلانات التي تحرك المشاعر أكثر من الإعلانات التي لا تترك أثرًا.
الجمهور – تنتشر الأشياء كلما استُعرضت أكثر. يميل الناس إلى تقليد الآخرين. يستطيعون تقليد الآخرين فقط إذا أُتيحت لهم رؤية ما يفعلونه. يزداد تقليد الآخرين سهولة كلما أصبح من السهل أكثر رؤية ما يفعلونه. تُسهل الألوان والأنماط والشعارات المرئية وأشياء مثل ملصقات «لقد صوتت» عملية التقليد.
القيمة العملية – تتمثل القيمة العملية في الأخبار التي تستطيع مشاركتها. يميل الأشخاص إلى مساعدة الآخرين، لذلك كلما ازدادت نفعية الشيء، زادت احتمالية مشاركة الناس له. تشمل الأمثلة على ذلك طرق توفير الوقت والمال والنصائح المفيدة.
تعد القصص أوعية أو ناقلات للمعلومات. تُستخدم القصص للترويج للمنتجات والخدمات وإيصال الأفكار. قد يُعد بناء قصة حصان طروادة وسيلة مفيدة لتشجيع انتشار شيء ما.